# Ranunculus nivalis
Ranunculus nivalis (Жовтець сніговий) — вид трав'янистих рослин родини Жовтецеві (Ranunculaceae), поширений на півночі Північної Америки, в арктичній Європі й арктичній Росії. Етимологія: лат. nivalis — «сніговий».

## Опис
Це багаторічні поодинокі трави, з центральним коренем. Стебла випростані, 4–22 см, голі або негусто волосисті, кожне з 1 квіткою. Коріння тонке, товщиною 0.4–0.8 мм. Прикореневе листя постійне або листопадне, пластини ниркоподібні, 3-частинні, 0.6–2 × 1.3–3 см. Стеблові листки сидячі, з 3–5 лінійними часточками. Квітки поодинокі, радіально-симетричні 15–28 мм діаметром. Квітконіжки голі або бурувато-волосисті. Чашолистки 6–8 × 3–5 мм, знизу густо коричнево-жорстко-запушені. Пелюстки 7–10 × 6–10 мм, жовті. Численні тичинки (>30). Голови сім'янок циліндричні або яйцювато-циліндричні, 7–14 × 5–6 мм; сім'янки 1.5–2.2 × 1.2–1.6 мм, голі; дзьоб тонкий, прямий, 1–2 мм.

## Відтворення
Статеве розмноження насінням; вегетативного розмноження немає. Квіти й плоди регулярні й виробляють численні горішки. Горішки розсіюються тваринами, до хутра яких чіпляються гачкуватими дзьобами. В іншому випадку, ймовірне деяке розосередження проточною водою і вітром.

## Поширення
Північна Америка (Ґренландія, північна й західна Канада, Аляска — США); Азія (Росія); Європа (Фінляндія, Норвегія [вкл. Шпіцберген], Швеція, північноєвропейська Росія). У континентальній Норвегії, Швеції й Фінляндії росте в гірських районах.
Населяє вологі або сухі альпійські луки, часто в кінці снігопокривних ділянок, скелі, й береги потоків. Здається, обмежений добре дренованими, часто крупнистими ґрунтами.

## Галерея

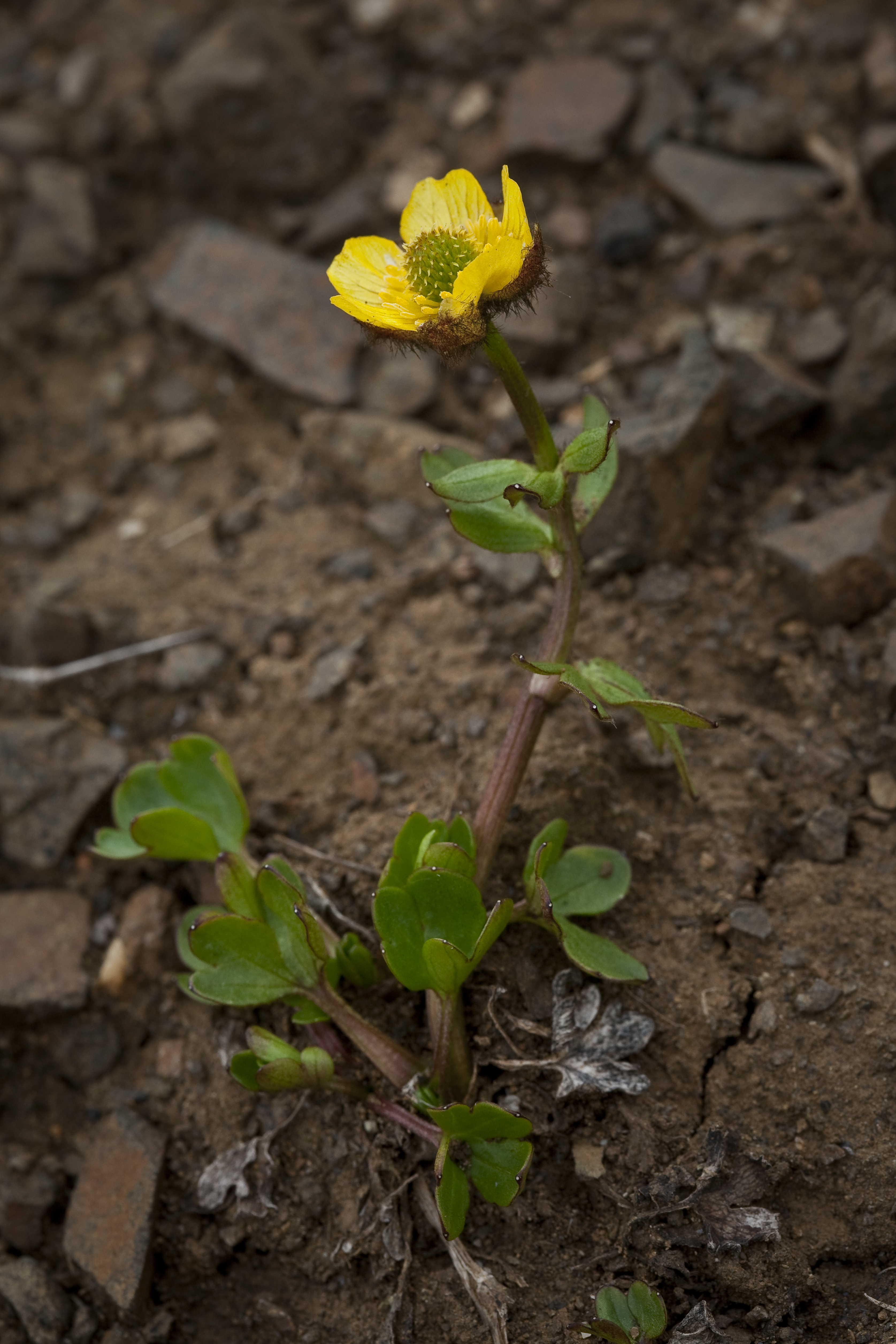
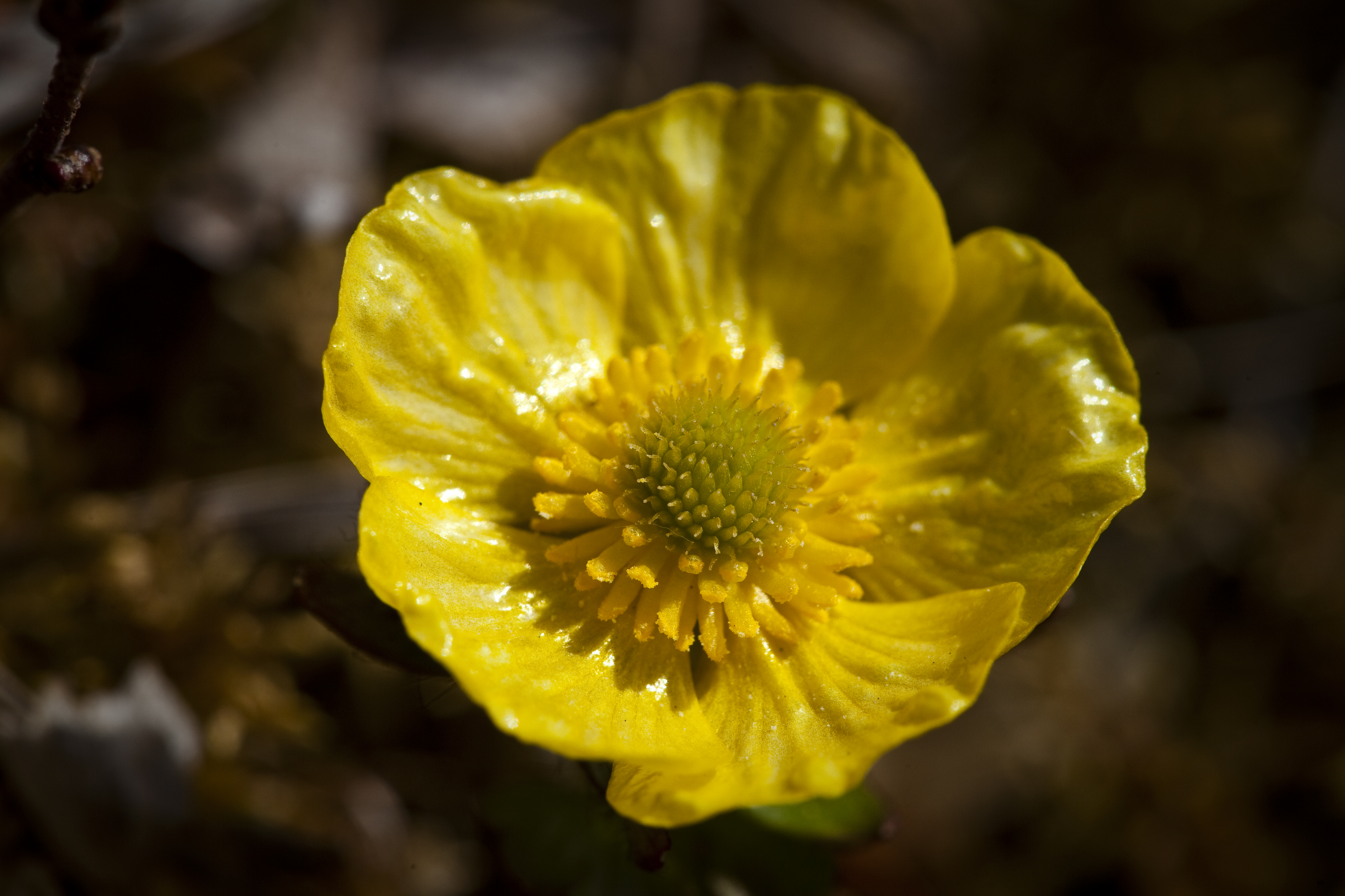
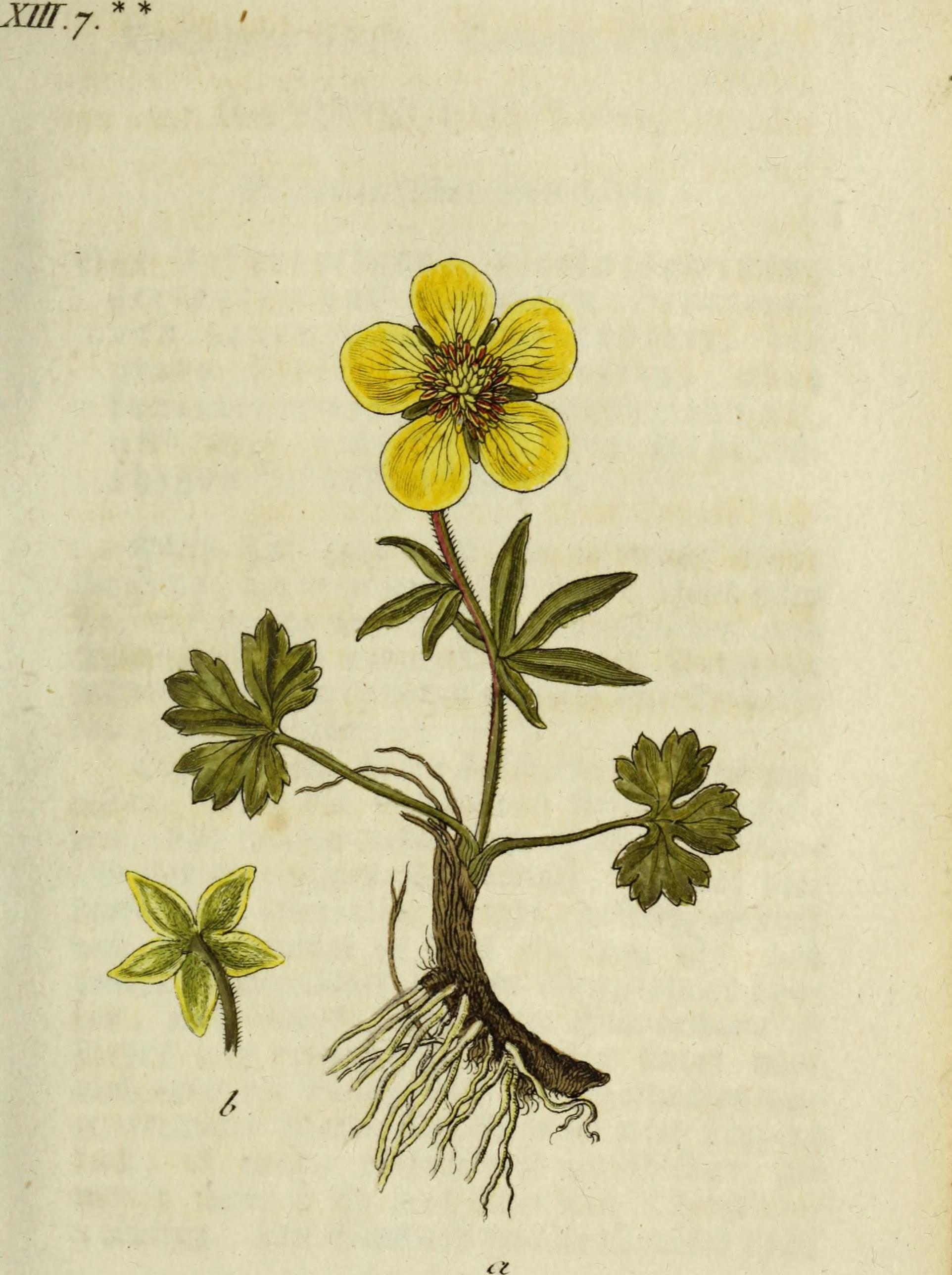
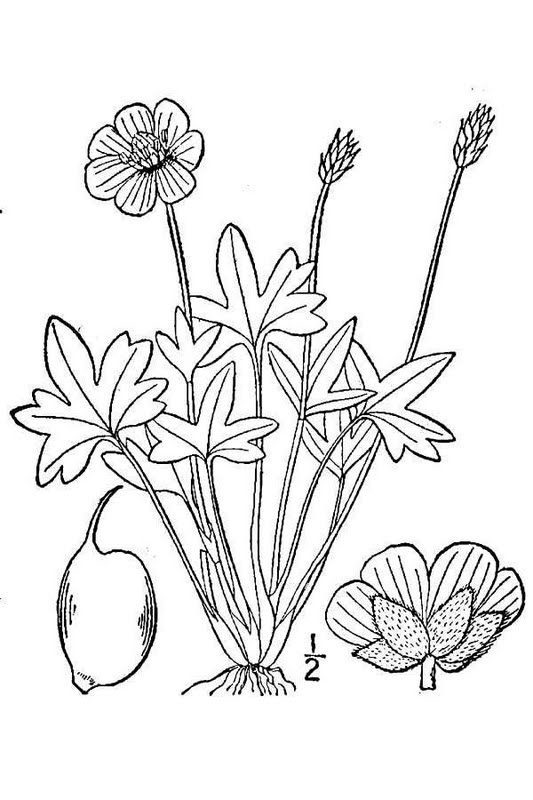